# Timonium
Timonium est une census-designated place située dans le comté de Baltimore, dans l’État du Maryland, aux États-Unis. Lors du recensement de 2020, elle comptait 10 458 habitants.